# Mochudi Centre Chiefs SC
Mochudi Centre Chiefs Sporting Club w skrócie Mochudi Centre Chiefs SC – botswański klub piłkarski grający w drugiej lidze botswańskiej, a niegdyś w pierwszej lidze botswańskiej, mający siedzibę w mieście Gaborone.

## Sukcesy
- I liga[1]:
  - mistrzostwo (4): 2007/2008, 2011/2012, 2012/2013, 2014/2015

- Puchar Botswany[2]:
  - zwycięstwo (1):  1991, 2008
  - finał (3): 1983, 2010, 2012

## Występy w afrykańskich pucharach
| Sezon | Rozgrywki                 | Runda   | Kraj                          | Klub                        | Dom | Wyjazd | Dwumecz |
| ----- | ------------------------- | ------- | ----------------------------- | --------------------------- | --- | ------ | ------- |
| 1992  | Puchar Zdobywców Pucharów | wstępna | Namibia                       | Chief Santos                | –   | –      | –       |
| 1992  | Puchar Zdobywców Pucharów | 1       | Zambia                        | Power Dynamos FC            | 0–2 | 0–4    | 0–6     |
| 1997  | Puchar CAF                | 1       | Południowa Afryka             | Umtata Bucks                | –   | –      | –       |
| 1997  | Puchar CAF                | 2       | Madagaskar                    | DSA Antananarivo            | 1–2 | 1–2    | 2–4     |
| 2000  | Puchar CAF                | 1       | Tanzania                      | Mtibwa Sugar FC             | 1–2 | 0–3    | 1–5     |
| 2013  | Liga Mistrzów             | wstępna | Mozambik                      | CD Maxaquene                | 1–0 | 1–0    | 2–0     |
| 2013  | Liga Mistrzów             | wstępna | Demokratyczna Republika Konga | TP Mazembe                  | 0–1 | 0–6    | 0–7     |
| 2014  | Liga Mistrzów             | wstępna | Zimbabwe                      | Dynamos FC                  | 1–1 | 0–3    | 1–4     |
| 2016  | Liga Mistrzów             | wstępna | Mozambik                      | Clube Ferroviário de Maputo | –   | –      | –       |

## Stadion
Domowe mecze klub rozgrywa na stadionie o nazwie Botswana National Stadium w Gaborone, który może pomieścić 22500 widzów.

## Reprezentanci kraju grający w klubie od 2005 roku
Stan na kwiecień 2023.
| - Bonolo Fraiser - Lesego Galenamotlhale - Amos Godirwang - Keabetswe Jenamiso - Bogosi Kaekwe - Noah Kareng - Thato Kebue - Katlego Keobake - Tendai Kesekile - Kaelo Kgaswane - Thabiso Khunwane - Sekhana Koko - Khumoetsile Kufigwa - Barolong Lemmenyane - Patrick Lenyeletse - Mpho Mabogo - Thebe Maiketso - Arnold Mampori - Kgosietsile Mampori - Noah Maposa - Unobatsha Mbaiwa - Mandla Mgadla - Moemedi Moatlhaping - Joel Mogorosi - Michael Mogaladi - Lovemore Mokgweestsi - Phenyo Molefe - Eric Molefi - Dirang Moloi - Kekaetstwe Moloi - Pontsho Moloi - Phenyo Mongala | - Elijah Montsho - Patrick Motsepe - Jackie Mothatego - Tshepo Motlhabankwe - Galabgwe Moyana - Mpoeleng Mpoeleng - Allen Ndodole - Raphael Nthwane - Ontse Ntesa - Edwin Olerile - Topo Piet - Othusitse Pilane - Molatlhegi Podile - Jerome Ramatlhakwane - Thatayaone Ramatlapeng - Innocent Ranku - Gobonyeone Selefa - Letlhogonolo Senwelo - Gaopatwe Seosenyeng - Mompoloki Sephekolo - Thato Siska - Onalethata Thekiso - Kagiso Tshelametsi - Lemponye Tshireletso - Lawrence Majawa - Absalom Iimbondi - James Kachinga - Musonda Mweuke - Arnold Chaka - Terrance Mandaza - Elvis Meleka - Sageby Sandaka |